# باب سگت
رابرت لین "باب" سگت (انگلیسی: Robert Lane "Bob" Saget؛ (۱۷ مهٔ ۱۹۵۶ – ۹ ژانویهٔ ۲۰۲۲) استندآپ کمدین، بازیگر و مجری تلویزیونی آمریکایی بود.
سگت به خاطر مجری‌گری در برنامه خنده‌دارترین ویدئوهای خانگی آمریکا از ۱۹۸۹ تا ۱۹۹۷ و کارهای کمدی‌اش مشهور شد.
او همچنین صدای تد موزبی آینده را در مجموعهٔ تلویزیونی آشنایی با مادر از ۲۰۰۵ تا ۲۰۱۴ ارائه داد. او همچنین در فیلم شرایط بحرانی بازی کرده‌است.